# Charny Orée de Puisaye
Charny Orée de Puisaye is een gemeente in het Franse departement Yonne in de regio Bourgogne-Franche-Comté. De gemeente behoort tot het kanton Charny van het arrondissement Auxerre. Charny Orée de Puisaye telde op 1 januari 2022 4.854 inwoners.

## Geschiedenis
De commune nouvelle is op 1 januari 2016 ontstaan door de fusie van de gemeenten van de Communauté de communes de l'orée de Puisaye, te weken Chambeugle, Charny, Chêne-Arnoult, Chevillon, Dicy, Fontenouilles, Grandchamp, Malicorne, Marchais-Beton, Perreux, Prunoy, Saint-Denis-sur-Ouanne, Saint-Martin-sur-Ouanne en Villefranche. Charny werd, als grootste plaats, hoofdplaats van de gemeente.

## Geografie
De oppervlakte van Charny Orée de Puisaye bedroeg op 1 januari 2022 230,40 vierkante kilometer; de bevolkingsdichtheid was toen 21,1 inwoners per km². De Ouanne, een zijrivier van de Loing, stroomt door de gemeente.
De onderstaande kaart toont de ligging van Charny Orée de Puisaye met de belangrijkste infrastructuur en aangrenzende gemeenten.

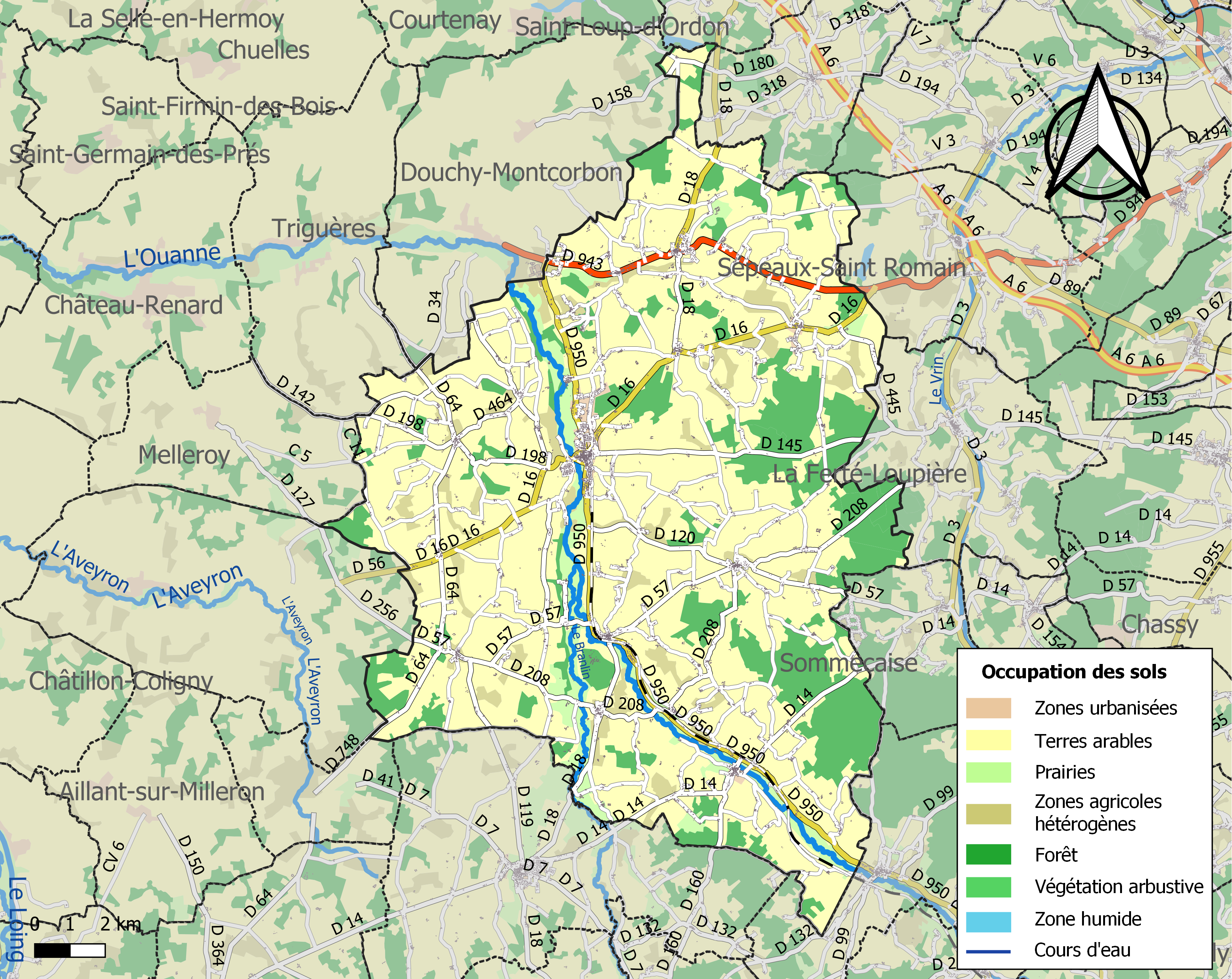